# Oldenlandia echinulosa
Oldenlandia echinulosa är en måreväxtart som beskrevs av Karl Moritz Schumann. Oldenlandia echinulosa ingår i släktet Oldenlandia och familjen måreväxter.

## Underarter
Arten delas in i följande underarter:
- O. e. echinulosa
- O. e. pellucida